# Kaito Yamamoto
Kaito Yamamoto (山本 海人, Yamamoto Kaito) est un footballeur japonais né le 10 juillet 1985. Il évolue au poste de gardien de but.

## Biographie
Kaito Yamamoto participe à la Coupe du monde des moins de 20 ans 2005 puis aux Jeux olympiques de 2008 avec le Japon, où il officie comme gardien remplaçant.